# Церква Святих Мучеників Бориса і Гліба (Тернопіль)
Церква Святих Мучеників Бориса і Гліба в Тернополі — парафія і храм Благочиння міста Тернополя Тернопільської єпархії Православної церкви України в місті Тернополі.

## Історія церкви
У листопаді 1998 року архієпископ Тернопільський і Кременецький Іов освятив місце та встановив хрест для майбутнього храму на вулиці Корольова. 19 травня 1999 року було закладено фундамент за кошти Анатолія Снігура.
6 серпня 1999 року, на храмовий празник, митрополит Тернопільський і Бучацький Василій освятив наріжний камінь. Того ж року розпочалося будівництво нижнього храму, який освятив архієпископ Іов 22 грудня 2001 року.
У 2004 році за кошти парафіян почали будувати верхній храм. У 2007 році, за сприяння директора фірми «Будівельник» З. Щепановського, другий поверх був завершений.
У 2009 році архієпископ Іов освятив п'ять хрестів для куполів храму. Також розпочалося будівництво дзвіниці, придбали дзвони та іконостас. У 2010 році освятили сім дзвонів, на яких викарбувані імена меценатів та служителів церкви.
Наразі богослужіння проводять у нижньому храмі, а верхній знаходиться на завершальному етапі оздоблення. Основними жертводавцями є З. Щепановський та Петро Матичак.

## Парохи
- о. Борис Солтис.